# Pista della Baldasserona
La Pista della Baldasserona ufficialmente Crossodromo "Pino Serra", è un circuito per competizioni moticiclistiche situato nella Repubblica di San Marino al confine tra i castelli di Borgo Maggiore e Città di San Marino.
Il circuito è stato inaugurato nel 1968 ed è gestito dalla Federazione Sammarinese Motociclistica, dal 1973 ospita la prima gara del Mondiale di Motocross “6° Trofeo FIM” riservato alla classe 125.
La costruzione della pista viene descritta nel documentario 'Scuderia Filibusta - La nascita del motociclismo a San Marino'. Fra gli aneddoti, si racconta che dei volontari si sono recati sul posto per dare una mano muniti di vanghe e badili. Il circuito è stato collaudato, per la prima volta, da una macchina: una Fiat 500. Durante la realizzazione del tracciato ha fatto la sua visita ai 'vicini' di San Marino il pilota riminese Renzo Pasolini, che ha dato i suoi consigli sul disegno della pista, inizialmente caratterizzato da curve molto ampie.